# Mérite des œuvres
Le mérite des œuvres est un concept important des guerres de religion au XVIe siècle et de la contre-réforme catholique qui aboutit au XVIIe siècle à la révocation de l'édit de Nantes. Jean Calvin fait ainsi référence au mérite des œuvres dès l'Institution de la religion chrétienne de 1536: il ne critique pas les œuvres mais le mérite des œuvres, le fait qu'elles puissent ouvrir les portes du paradis.
Dans La dispute de Lausanne (1536), Georges Bavaud (de) montre que cette question a préoccupé Lefèvre d'Étaples le premier, celui-ci ayant pour « préoccupation constante d'éviter tout amour intéressé de Dieu ».
Les protestants dénoncent le commerce des indulgences, qui revient selon eux à acheter le salut, l'accès au paradis, par des versements sonnants et trébuchants aux œuvres de l'Église catholique et aux prêtres qui les gèrent, menant à leur enrichissement et leur tolérance envers le non-respect de l'évangile. Ils expliquent qu'il faut mettre fin aux idolâtries et à tous les cultes qui ne figurent pas l'Évangile.
L'Église catholique croit que la vie éternelle doit aux mérites des œuvres chrétiennes, qui provient de la grâce donnée par Jésus-Christ. Les théoriciens du mérite des œuvres, comme Bossuet, contemporain de Louis XIV et de la révocation de l'édit de Nantes, tiennent compte de ces critiques, pour mieux les réfuter, en insistant un peu plus qu'avant sur la place centrale et la grandeur de Dieu, et pour mieux attaquer les protestants sur le terrain théologique, en expliquant que leur croyance en la prédestination risque de priver de paradis les croyants. 
Calvin, qui a le plus écrit sur la prédestination, est présenté comme le « pape » des protestants et la religion protestante est déclarée religion « prétendument réformée », pour montrer que l'Église catholique s'est elle-même réformée.
« Nous qui ne pouvons rien avec nous-mêmes pouvons tout avec celui qui nous fortifie » écrit ainsi Bossuet dans un chapitre complet sur le « mérite des œuvres » qu'il conclut par « si ceux de la religion prétendument réformée n'ont pas les yeux ouverts pour connoitre le vérité ci-dessus, tous ceux qui sont éclairés ne peuvent refuser d'évoluer du moins selon leurs principes qu'ils ne contiennent rien qui renverse les fondements du salut ».

## Sources et références
- Œuvres complètes de Bossuet, Par Jacques Bénigne Bossuet (chapitre complet sur le mérite des œuvres)
- L'Institution de la religion chrétienne, de Jean Calvin